# 小行星12926
小行星12926（12926 Brianmason）是一颗绕太阳运转的小行星，为主小行星带小行星。该小行星于1999年9月27日发现。

## 轨道参数
小行星12926的轨道半长轴为2.6898729 UA，离心率为0.219。